# 부산안면옥
부산안면옥은 대구에 있는 유서 깊은 평양냉면 식당이다. 이 식당은 대한제국 시대인 1905년 평양에서 처음 문을 연 후 1953년 대한민국 부산으로, 1969년 대구로 이전하여 대한민국에서 가장 오래된 현존하는 식당 중 하나이다. 이 식당은 4월부터 9월 말까지 1년 중 절반 동안 영업하는 것으로 알려져 있다. 창립 이래 같은 가족이 소유해 왔으며, 2018년에는 4대째 운영되고 있었다.
이 식당은 안진형이 설립했다. 안진형의 아들 안목천은 1952년(6.25 전쟁 중) 부산으로 피난하여 그곳에서 식당을 다시 시작했다. 안진형의 사위 방수영은 1969년 대구에 부산안면옥을 열었다. 2021년에는 방수영의 아들이 식당을 운영하고 있었다.
2021년, 이 식당은 176명을 수용할 수 있었다. 일반 냉면에는 순메밀을 사용하고, 비빔냉면에는 더 쫄깃한 식감을 위해 메밀과 감자 녹말을 섞어 사용하는 것으로 알려져 있다. 이 식당은 또한 소고기 및 돼지고기 찜, 불고기, 만두국 등 다른 음식도 제공한다.
이 식당은 다양한 텔레비전 프로그램에 소개되었다.

## 같이 보기
- 대한민국에서 가장 오래된 식당 목록